# Aeroportul Tisdale
Aeroportul Tisdale (IATA: YTT, ICAO: CJY3) este un aeroport din Saskatchewan, Canada.
Situat la o altitudine de 467 m, aeroportul dispune de o singură pistă.